# Bangladesh
Bangladesh (tiếng Bengal: বাংলাদেশ Bāṃlādēśa, phát âm [ˈbaŋlad̪eʃ] ⓘ, nghĩa là "Đất nước Bengal"), tên chính thức là Cộng hoà Nhân dân Bangladesh (tiếng Bengal: গণপ্রজাতন্ত্রী বাংলাদেশ), là một quốc gia có chủ quyền nằm ở vùng Nam Á. Bangladesh giáp Ấn Độ ở phía tây, bắc, và đông nên gần như bị bao vây trừ một đoạn biên giới giáp với Myanmar ở phía cực đông nam và Vịnh Bengal ở phía nam. Cùng với tiểu bang Tây Bengal của Ấn Độ, quốc gia này là một thành phần của khu vực chung của dân tộc-ngôn ngữ Bengal.
Biên giới của Bangladesh được xác định theo sự Phân chia Ấn Độ năm 1947, khi nó trở thành nửa phía đông của Pakistan (Đông Pakistan), chia cách 1.600 km (1.000 dặm) với nửa phía tây. Dù cùng có tôn giáo chính là Hồi giáo, sự ngăn cách về ngôn ngữ và dân tộc giữa phía đông và phía tây cộng với một chính phủ chủ yếu của Tây Pakistan, khiến nước này tuyên bố độc lập dưới sự lãnh đạo của Sheikh Mujibur Rahman năm 1971 sau một cuộc Chiến tranh giải phóng Bangladesh đẫm máu, với sự trợ giúp của Ấn Độ. Những năm sau độc lập là giai đoạn bất ổn chính trị của đất nước, với mười ba chính phủ và ít nhất bốn cuộc đảo chính quân sự.
Dân số Bangladesh xếp hạng thứ tám trên thế giới, nhưng với diện tích chỉ 147.575 km² (đứng thứ 94), biến nước này trở thành một trong những nước có mật độ dân số cao nhất thế giới. Đây là quốc gia có cộng đồng Hồi giáo lớn thứ ba thế giới, nhưng số tín đồ Hồi giáo vẫn hơi ít hơn so với số tín đồ Hồi giáo tại Ấn Độ (dù Hồi giáo chỉ là tôn giáo phụ tại Ấn Độ). Về mặt địa lý, nước này chủ yếu gồm Đồng bằng sông Hằng-Brahmaputra, nước này cũng có những trận lụt theo gió mùa hàng năm, và thường có lốc xoáy. Bangladesh là một thành viên sáng lập Hiệp hội Nam Á vì sự Hợp tác Khu vực (SAARC), BIMSTEC, và là một thành viên của Tổ chức Hội nghị Hồi giáo (OIC) và D-8.

## Lịch sử

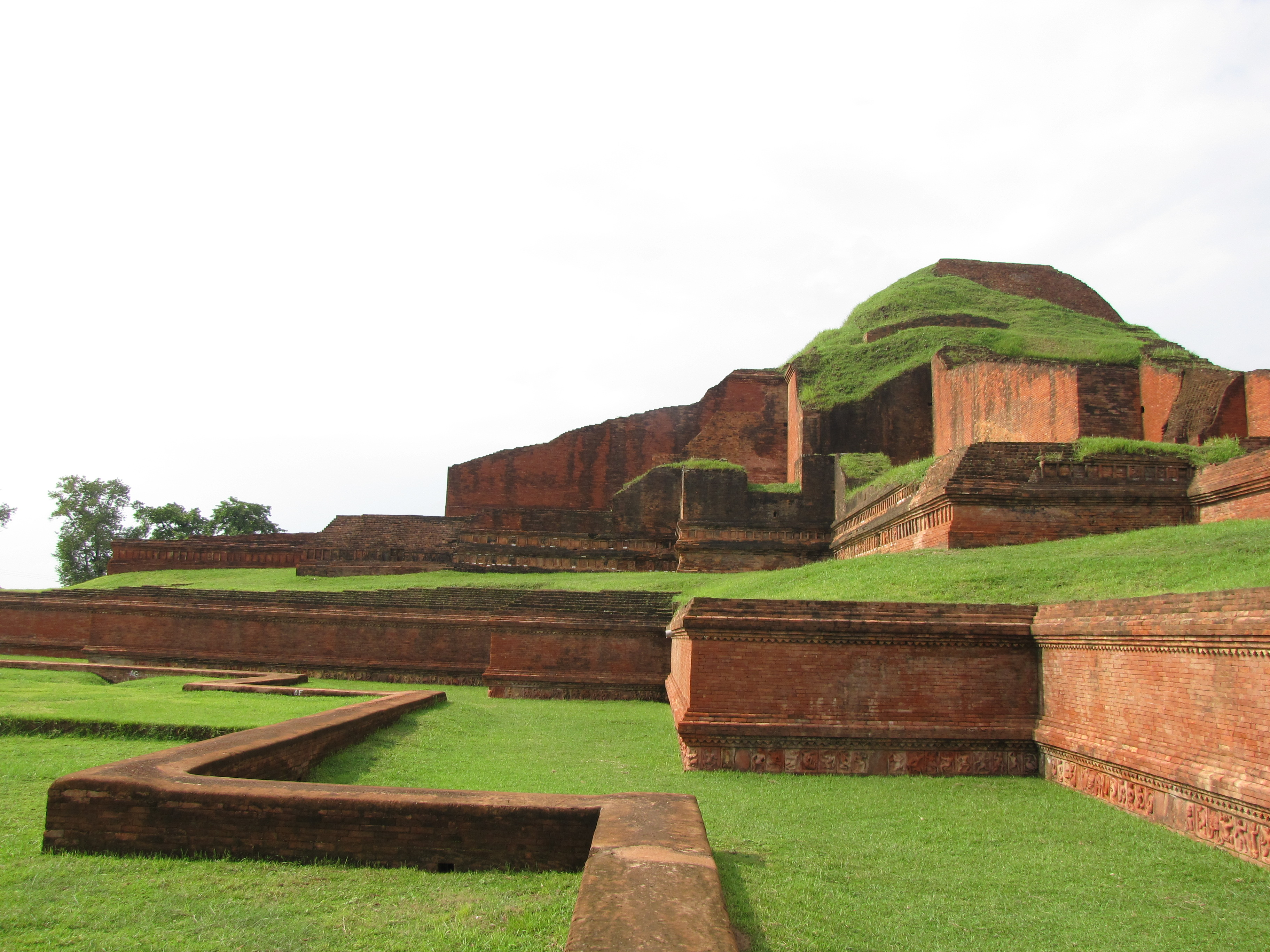
Phế tích đạo Phật Somapura Mahavihara

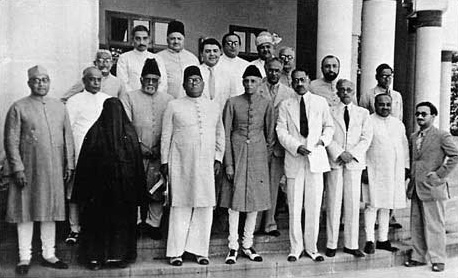
Các lãnh đạo Hồi giáo khắp Ấn Độ thuộc Anh tại phiên họp của Liên đoàn Hồi giáo toàn Ấn tại Lahore. Bangladesh được đại diện bởi AK Fazlul Huq và Khawaja Nazimuddin

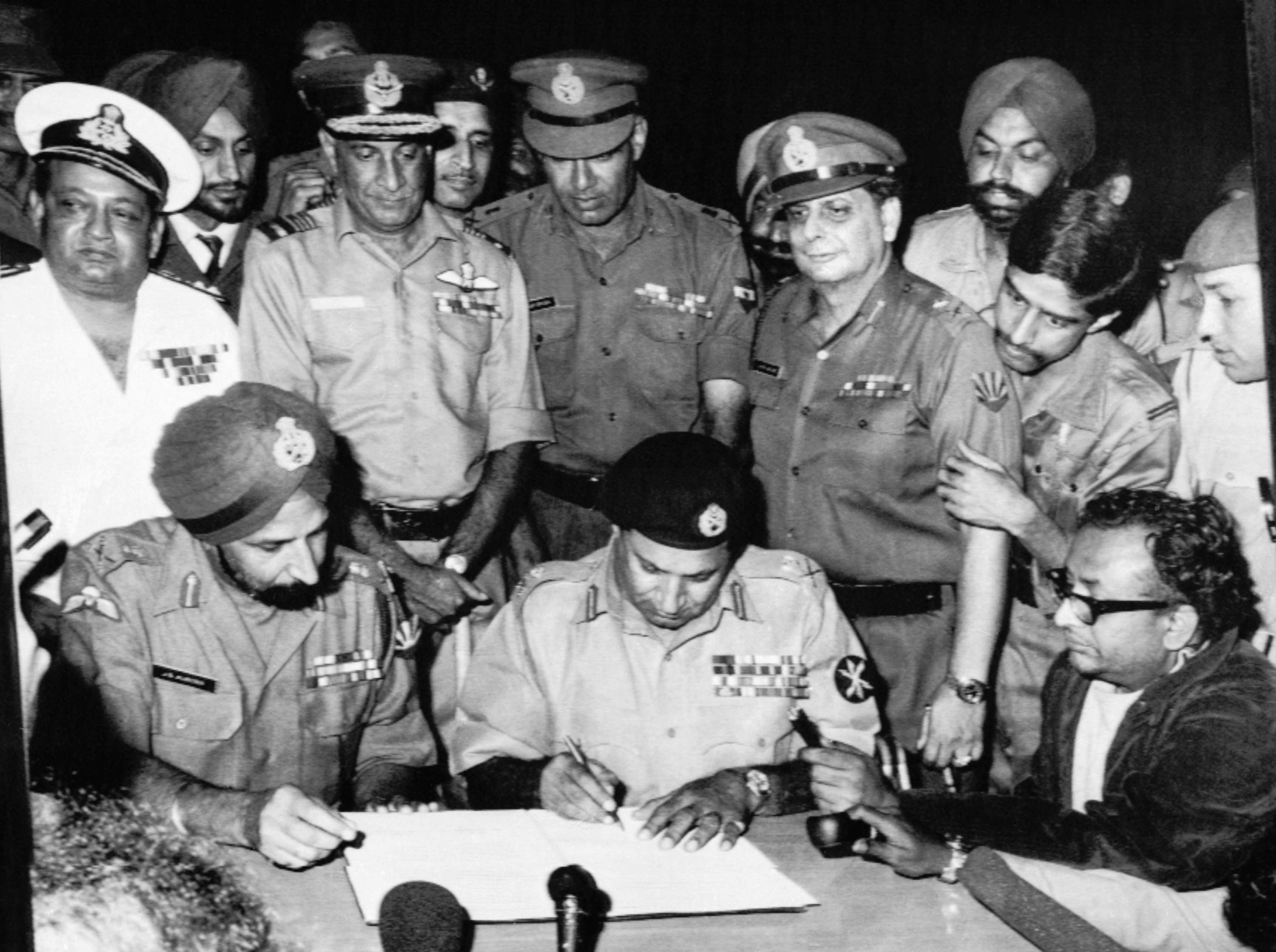
Đại diện Pakistan ký kết tuyên bố đầu hàng, kết thúc chiến tranh giải phóng Bangladesh

Những tàn tích của nền văn minh tại vùng đại Bengal có niên đại từ 4.000 năm trước, khi vùng này là nơi sinh sống của người Dravida, Tạng-Miến và Nam Á. Nguồn gốc chính xác của từ Bangla hay Bengal hiện vẫn chưa được biết, dù mọi người tin rằng nó xuất phát từ bộ lạc Bang nói tiếng Dravida đã từng sống ở vùng này khoảng năm 1000 TCN. Sau khi người Ấn-Arya tới đây, vương quốc Gangaridai được thành lập từ ít nhất thế kỷ thứ VII TCN, sau này vương quốc này thống nhất với Bihar thuộc Đế chế Magadha. Ở thời triều đại Maurya được Chandragupta Maurya thành lập, Đế chế Magadha trải dài hầu như một nửa tiểu lục địa Ấn Độ và nhiều phần của Ba Tư cũng như Afghanistan. Bengal sau này trở thành một phần của đế chế Gupta từ thế kỷ III tới thế kỷ VI. Sau khi đế chế này sụp đổ, một triều đại Bengal khá rực rỡ tên gọi Shashanka được thành lập nhưng không tồn tại lâu. Sau giai đoạn quân chủ, triều đại Pala Phật giáo cai trị vùng này trong hơn 400 năm, tiếp sau là một giai đoạn cầm quyền ngắn của triều đại Sena Hindu. Đạo Hồi bắt đầu du nhập vào Bengal ở thế kỷ XII nhờ các nhà truyền giáo Sufi và những cuộc chinh phục sau này của Hồi giáo giúp tôn giáo này phát triển ra toàn vùng. Bakhtiyar Khalji, một vị tướng người Thổ Nhĩ Kỳ, đánh bại Lakshman Sen của triều đình Sena và chinh phục nhiều vùng rộng lớn tại Bengal. Vùng này nằm dưới sự cai trị của nhiều triều đại Hồi giáo và các vị lãnh chúa phong kiến trong 500 năm sau đó. Tới thế kỷ XVI, đế chế Mughal kiểm soát Bengal, và Dhaka trở thành một trung tâm tỉnh lỵ quan trọng của chính quyền Mughal.
Những thương nhân châu Âu tới đây từ cuối thế kỷ XV, và ảnh hưởng của họ dần tăng lên tới khi Công ty Đông Ấn của Anh giành quyền kiểm soát Bengal sau trận Plassey năm 1757. Cuộc nổi dậy đẫm máu năm 1857, được gọi là cuộc binh biến Sepoy, dẫn tới việc quyền lực được giao cho hoàng gia Anh, với một vị phó vương người Anh quản lý bộ máy hành chính (Baxter, trang 30—32). Trong thời thuộc địa, nạn đói nhiều lần xảy ra trên tiểu lục địa Ấn Độ, gồm cả nạn đói Bengal năm 1770 khiến 3 triệu người chết. Trong giai đoạn từ 1905 đến 1911, một nỗ lực phân chia tỉnh Bengal thành hai vùng, với Dhaka là thủ phủ vùng phía đông đã sớm thất bại (Baxter, trang 39—40). Khi Ấn Độ bị chia sẻ năm 1947, Bengal được chia theo vùng tôn giáo, với vùng phía tây thuộc Ấn Độ và vùng phía đông trở thành lãnh thổ Pakistan với tên gọi là tỉnh Đông Bengal (sau này được đổi tên thành Đông Pakistan), với thủ phủ tại Dhaka. Năm 1950, cuộc cải cách ruộng đất hoàn thành ở Đông Bengal với việc bãi bỏ hệ thống phong kiến Zamindar (Baxter, trang 72). Tuy nhiên bất chấp sức mạnh kinh tế và nhân khẩu của phía đông, chính phủ Pakistan và quân đội vẫn bị thống trị bởi tầng lớp thượng lưu phía tây. Phong trào ngôn ngữ Bengal năm 1952 là dấu hiệu đầu tiên về sự xích mích giữa hai vùng của Pakistan (Baxter, trang 62—63). Sự bất mãn với chính phủ trung ương về các vấn đề văn hóa và kinh tế tiếp tục tăng lên trong thập kỷ tiếp theo, trong thời gian ấy Liên đoàn Awami nổi lên trở thành tiếng nói chính trị của dân cư nói tiếng Bengal. Liên đoàn đã kêu gọi quyền tự trị trong thập niên 1960, và 1966, chủ tịch phong trào Sheikh Mujibur Rahman bị tống giam; ông được thả năm 1969 sau một vụ nổi dậy chưa từng thấy của người dân.
Năm 1970, bão Bhola đã tàn phá vùng bờ biển Đông Pakistan, chính phủ trung ương phản ứng chậm chạp. Sự tức giận của người dân Bengal càng gia tăng khi Sheikh Mujibur Rahman cùng với Liên đoàn Awami của mình giành đa số tại Nghị viện trong cuộc bầu cử năm 1970, (Baxter, trang 78—79) bị ngăn cản nhậm chức. Sau những cuộc đàm phán thất bại với Mujib, Tổng thống Yahya Khan đã bắt ông trong đêm ngày 25 tháng 3 năm 1971, và tiến hành Chiến dịch Đèn pha, một cuộc tấn công nhằm duy trì quyền kiểm soát quân sự với phía Đông Pakistan. Những biện pháp của Yahya gây đổ máu rất lớn, và bạo lực của cuộc chiến dẫn tới cái chết của nhiều dân thường. Các mục tiêu chủ yếu là tầng lớp trí thức và những người theo đạo Hindu, với khoảng 10 triệu người tị nạn phải bỏ chạy sang quốc gia láng giềng là Ấn Độ (LaPorte, trang 103). Những con số ước tính về số người bị thảm sát lên tới từ hàng trăm nghìn tới 3 triệu người. Đa số lãnh đạo Liên đoàn Awami phải bỏ trốn và lập ra một chính phủ hải ngoại tại Calcutta, Ấn Độ. Chiến tranh giải phóng Bangladesh kéo dài 9 tháng. Du kích Mukti Bahini và quân chính quy Bengal nhận được sự hỗ trợ từ phía Các lực lượng vũ trang Ấn Độ tháng 12 năm 1971. Dưới sự chỉ huy của Trung tướng J.S. Arora, quân đội Ấn Độ đã giành được thắng lợi quyết định trước Pakistan ngày 16 tháng 12 năm 1971, bắt 90.000 tù binh trong cuộc chiến tranh Ấn Độ-Pakistan năm 1971.
Sau khi giành được độc lập, Bangladesh trở thành một nhà nước dân chủ nghị viện, Mujib làm Thủ tướng. Trong cuộc bầu cử nghị viện năm 1973, Liên đoàn Awami giành được đa số tuyệt đối. Một nạn đói toàn quốc diễn ra trong năm 1973 và 1974 và đầu năm 1975, Mujib đưa ra sáng kiến một đảng xã hội chủ nghĩa cầm quyền với tổ chức BAKSAL mới được thành lập của ông. Ngày 15 tháng 8 năm 1975, Mujib và gia đình bị các sĩ quan trung cấp ám sát. Một loạt các cuộc đảo chính và phản đảo chính đẫm máu diễn ra trong ba tháng tiếp theo, lên tới cực điểm khi tướng Ziaur Rahman, người tái lập chế độ chính trị đa đảng và đồng thời là người thành lập đảng Quốc gia Bangladesh (BNP), lên nắm quyền. Thời kỳ cầm quyền của Zia kết thúc khi ông bị ám sát năm 1981 bởi những sĩ quan không quân trong quân đội. Người cầm quyền chủ yếu tiếp sau của Bangladesh là tướng Hossain Mohammad Ershad, người giành được quyền lực sau một cuộc đảo chính đẫm máu năm 1982 và tại vị đến năm 1990, khi ông bị gạt ra rìa sau một cuộc nổi dậy của dân chúng. Từ đó, Bangladesh chuyển thành một chế độ dân chủ nghị viện. Vợ góa của Zia, Khaleda Zia, lãnh đạo BNP giành chiến thắng trong cuộc bầu cử năm 1991 và 2001 và trở thành Thủ tướng từ năm 1991 tới 1996 và một lần nữa từ năm 2001 tới hiện tại. Sheikh Hasina, một trong những người con gái còn sống của Mujib và là lãnh đạo Liên đoàn Awami, nắm quyền từ năm 1996 đến 2001. Dù Bangladesh nằm dưới sự lãnh đạo của hai nhà nữ chính trị khác nhau nhưng nước này vẫn ở tình trạng tham nhũng tràn lan, hỗn loạn và bạo lực chính trị.

## Địa lý

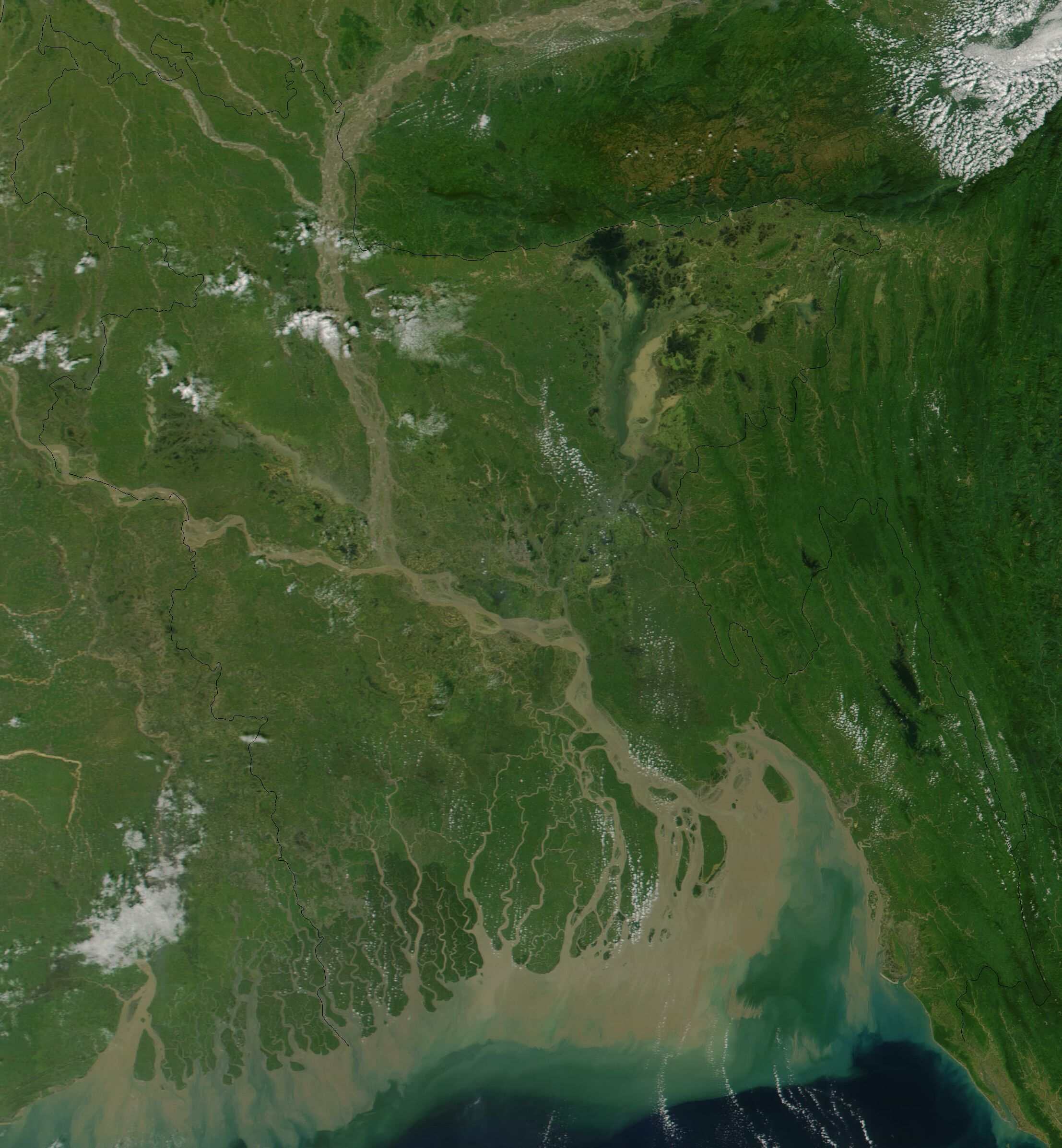
Ảnh vệ tinh thể hiện các đặc điểm địa lý Bangladesh

Bangladesh nằm ở vùng thấp của đồng bằng sông Hằng-Brahmaputra hay Đồng bằng sông Hằng. Đồng bằng này được hình thành nhờ hợp lưu sông Hằng (tên địa phương Padma hay Pôdda), Sông Brahmaputra (Sông Jamuna jau Jomuna), và Sông Meghna tại các nhánh của chúng. Đất phù sa lắng đọng do các con sông trên mang lại đã tạo nên một trong những đồng bằng màu mỡ nhất thế giới.
Đa phần Bangladesh nằm thấp 10 mét dưới mực nước biển, và mọi người cho rằng 10% đất đai sẽ bị ngập chìm nếu mực nước biển dâng thêm 1 mét. Điểm cao nhất Bangladesh nằm tại dãy Mowdok ở độ cao 1.052 m (3.451 ft) tại vùng đồi Chittagong phía đông nam đất nước. Một phần chính vùng duyên hải có các rừng nhiệt đới nhiều đầm lầy. Sundarbans, một trong những khu rừng tràm đước lớn nhất thế giới là nơi sinh sống của nhiều hệ động thực vật, gồm cả hổ Bengal. Năm 1997, vùng này được xếp vào danh sách các khu vực đang nguy cấp.

### Khí hậu
Dọc theo chí tuyến Bắc, khí hậu Bangladesh là khí hậu nhiệt đới với mùa đông dễ chịu từ tháng 10 tới tháng 3, mùa hè nóng ẩm từ tháng 3 tới tháng 6. Mùa gió mùa ấm và ẩm kéo dài từ tháng 6 tới tháng 10 mang tới đa phần lượng mưa của nước này. Các thảm họa thiên nhiên, như lũ lụt, lốc nhiệt đới, lốc xoáy, và lở đất do thủy triều xảy ra hầu như hàng năm cộng với những hậu quả của nạn phá rừng, thoái hóa đất và xói lở. Cox's Bazar, phía nam thành phố Chittagong, có một bãi biển trải dài liên tục hơn 120 kilômét (75 dặm); đây là một trong những bãi biển tự nhiên còn ở tình trạng hoang sơ dài nhất thế giới.

## Chính phủ và chính trị

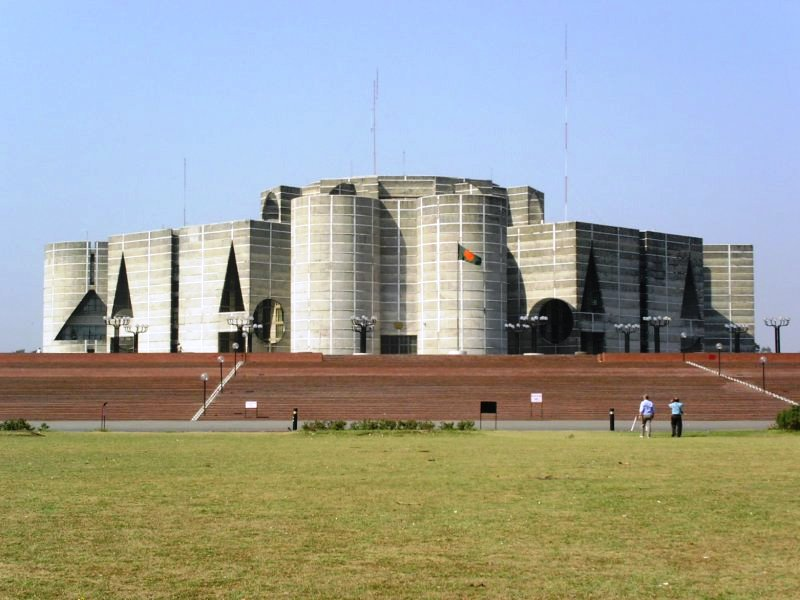
Jatiyo Sangshad Bhaban trụ sở Nghị viện Bangladesh

Bangladesh là một nước dân chủ nghị viện. Tổng thống là nguyên thủ quốc gia, một chức vụ có tính nghi lễ. Quyền lực thực sự do thủ tướng, là lãnh đạo chính phủ nắm giữ. Tổng thống được cơ quan lập pháp bầu ra với nhiệm kỳ 5 năm và thông thường có các quyền lực hạn chế chỉ được tăng quyền trong thời kỳ có chính phủ lâm thời, đa phần để kiểm soát sự chuyển tiếp sang một chính phủ mới. Bangladesh đã thiết lập một hệ thống chuyển giao quyền lực duy nhất; vào thời điểm hết nhiệm kỳ chính phủ, quyền lực được trao lại cho các thành viên của một chính phủ lâm thời trong 3 tháng, tổ chức này sẽ tổ chức tổng tuyển cử và chuyển giao lại quyền lực cho những đại diện được bầu ra. Hệ thống này lần đầu được áp dụng năm 1991 và được đưa vào thành quy định trong hiến pháp năm 1996, là lần sửa đổi thứ 13 của hiến pháp.
Thủ tướng theo nghi thức do tổng thống chỉ định và phải là một thành viên nghị viện (MP), được sự tin cậy của đa số thành viên. Chính phủ gồm các bộ trưởng do thủ tướng lựa chọn và do tổng thống chỉ định. Hệ thống một viện với 300 thành viên Quốc hội hay Jatiyo Sangshad, do dân bầu với chỉ một đại biểu cho mỗi khu bầu cử có nhiệm kỳ năm năm. Quyền bỏ phiếu phổ thông cho mọi công dân từ 18 tuổi.
Hiến pháp Bangladesh được soạn thảo năm 1972 và đã trải qua 13 lần sửa đổi. Cơ quan tư pháp cao nhất là Tòa án tối cao, chánh án và các thẩm phán khác của Tòa án tối cao do Tổng thống chỉ định. Tư pháp không tách rời khỏi hành chính, gây ra nhiều rối loạn trong những năm gần đây. Luật pháp dựa lỏng lẻo theo thông luật Anh, nhưng các đạo luật gia đình như hôn nhân và thừa kế dựa theo tôn giáo, và vì thế khác biệt tùy theo từng cộng đồng tôn giáo.
Hai đảng chính tại Bangladesh là Đảng Quốc gia Bangladesh (BNP) và Liên đoàn Awami Bangladesh. BNP có đồng minh là các đảng Hồi giáo như Jamaat-e-Islami Bangladesh và Islami Oikya Jot, trong khi Liên đoàn Awami liên kết cùng phe cánh tả và các đảng phi tôn giáo. Một nhóm khác đóng vai trò khá quan trọng là Đảng Jatiya, do cựu lãnh đạo quân đội Ershad đứng đầu. Sự đối đầu Liên đoàn Awami-BNP rất gay gắt và thường dẫn tới những cuộc phản kháng, bạo lực và gây thiệt hại nhân mạng. Cánh chính trị sinh viên có vai trò rất lớn tại Bangladesh, di sản từ thời phong trào giải phóng cuộc gia. Hầu như tất cả các đảng chính trị đều có cánh sinh viên hoạt động rất mạnh và nhiều sinh viên đã được bầu vào Nghị viện.
Hai đảng Hồi giáo cực đoan, Jagrata Muslim Janata Bangladesh (JMJB) và Jama'atul Mujahideen Bangladesh (JMB), đã bị cấm hoạt động vào tháng 2 năm 2005. Từ một loạt những vụ đánh bom năm 1999 gây thiệt mạng hàng trăm người và gây nỗi sợ hãi trong toàn quốc gia, nhiều lời buộc tội đã nhắm tới các đảng đó và hàng trăm thành viên của họ đã bị cầm giữ trong các chiến dịch an ninh, gồm cả lãnh đạo hai đảng vào năm 2006. Trường hợp đánh bom tự sát đầu tiên tại Bangladesh diễn ra tháng 11 năm 2005.

### Quan hệ ngoại giao
Bangladesh là một trung cường quốc trong chính trị thế giới và đóng vai trò quan trọng trong các vấn đề địa chính trị của khu vực Ấn Độ Dương-Thái Bình Dương nhờ vị trí chiến lược giữa Nam Á và Đông Nam Á. Bangladesh gia nhập Khối Thịnh vượng chung vào năm 1972 và Liên Hợp Quốc vào năm 1974. Bangladesh dựa vào đường lối ngoại giao đa phương về những vấn đề như biến đổi khí hậu, không phổ biến vũ khí hạt nhân, thương mại và mối đe dọa an ninh phi truyền thống. Bangladesh chủ trương việc thành lập Hiệp hội Nam Á vì sự Hợp tác Khu vực, là diễn đàn hàng đầu về ngoại giao khu vực ở tiểu lục địa Ấn Độ. Bangladesh gia nhập Tổ chức Hợp tác Hồi giáo vào năm 1974, và là một thành viên sáng lập của Tổ chức Hợp tác Kinh tế D-8. Trong những năm gần đây, Bangladesh tập trung thúc đẩy thương mại khu vực và liên kết giao thông với sự hỗ trợ của Ngân hàng Thế giới.

### Phân cấp hành chính
Bangladesh được chia thành tám phân khu hành chính, mỗi phân khu được đặt tên theo thủ phủ của nó: Barisal, Chittagong, Dhaka, Khulna, Mymensingh Rajshahi, Sylhet và Rangpur.
Các phân khu được chia tiếp thành huyện (zila). Có 66 huyện tại Bangladesh, mỗi huyện được chia tiếp thành các upazila (phó huyện) hoặc thana. Trong khu vực phạm vi của mỗi trạm cảnh sát, ngoại trừ ở các khu vực đô thị, được chia thành vài liên hiệp, mỗi liên hiệp gồm nhiều làng. Tại các khu vực đô thị, phạm vi của các đồn cảnh sát được chia thành phường, và được chia tiếp thành mahallas. Không có bầu cử các quan chức ở cấp phân khu hay cấp huyện, và chính quyền chỉ gồm các quan chức chính phủ. Các cuộc bầu cử trực tiếp được thực hiện ở cấp liên hiệp (hay phường), bầu ra chủ tịch và một số thành viên. Năm 1997, một đạo luật của quốc hội đã được thông qua để định ra ba ghế tối thiểu (trong tổng số 12) trong mỗi liên hiệp cho các ứng cử viên nữ.
Dhaka là thủ đô và thành phố lớn nhất của Bangladesh. Các thành phố chính là: Dhaka, Chittagong, Khulna, Rajshahi, Sylhet, Barisal, Rangpur, Comilla và Gazipur. Các thành phố này có các cuộc bầu cử thị trưởng. Các thành phố chính khác bao gồm Mymensingh, Gopalganj, Jessore, Bogra, Dinajpur, Saidapur, Narayanganj và Rangamati. Các thành phố này cùng các đô thị khác được phép tiến hành bầu cử một chủ tịch. Các thị trưởng và chủ tịch được bầu theo nhiệm kì 5 năm.
| Barisal    | Barisal    | 1 tháng 1 năm 1993  | 13.297 | 8.325.666  | 626   |
| Chittagong | Chittagong | 1829                | 33.771 | 28.423.019 | 841   |
| Dhaka      | Dhaka      | 1829                | 20.593 | 36.054.418 | 1.751 |
| Khulna     | Khulna     | 1 tháng 10 năm 1960 | 22.272 | 15.687.759 | 704   |
| Mymensingh | Mymensingh | 14 tháng 9 năm 2015 | 10.584 | 11.370.000 | 1.074 |
| Rajshahi   | Rajshahi   | 1829                | 18.197 | 18.484,858 | 1.015 |
| Rangpur    | Rangpur    | 25 tháng 1 năm 2010 | 16.317 | 15.787.758 | 960   |
| Sylhet     | Sylhet     | 1 tháng 8 năm 1995  | 12.596 | 9.910.219  | 780   |

## Kinh tế

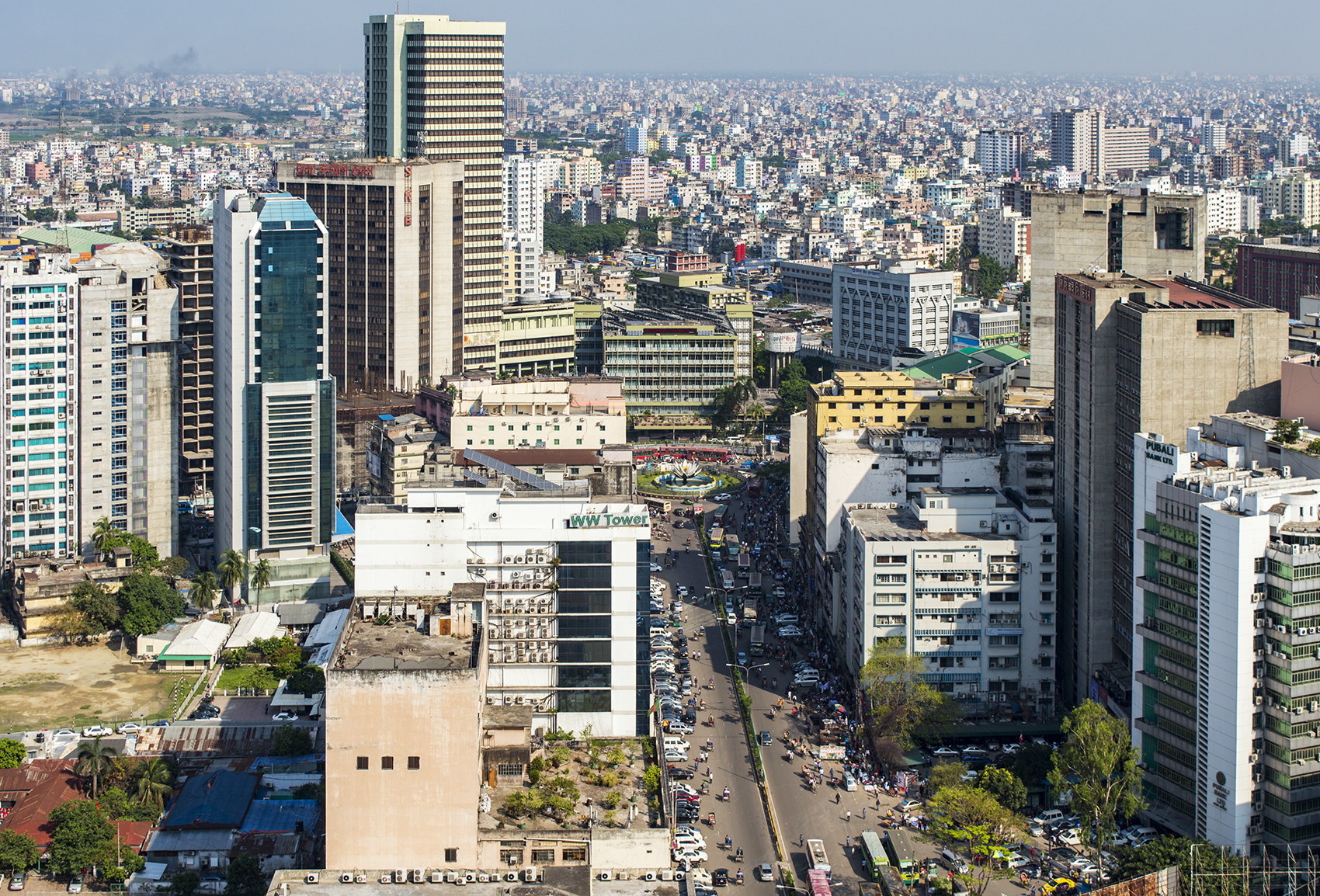
Dhaka, trung tâm kinh tế lớn nhất Bangladesh

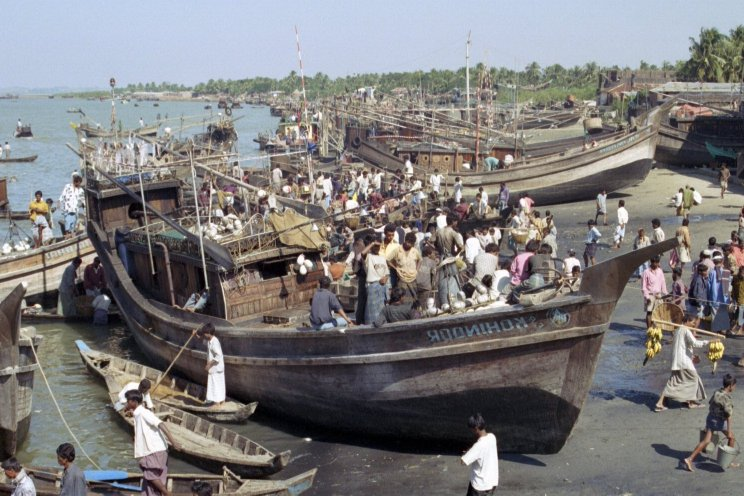
Ngư dân gần thị trấn Cox's Bazaar phía nam Bangladesh. Nhiều ngành công nghiệp Bangladesh vẫn còn sơ khai theo các tiêu chuẩn hiện nay.

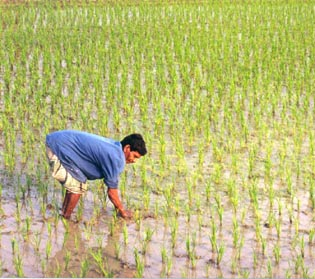
Người nông dân Bangladesh trên cánh đồng.

Dù có những nỗ lực trong nước và quốc tế nhằm cải thiện triển vọng kinh tế và nhân khẩu, Bangladesh vẫn là một quốc gia dưới mức phát triển và dân số quá đông đúc. Thu nhập trên đầu người năm 2016 ở mức thấp 4205 USD, và nhiều chỉ số kinh tế khác vẫn còn thấp Tuy vậy, như Ngân hàng Thế giới ghi chú trong bản báo cáo ngắn tháng 7 năm 2005 của họ, nước này đã có bước phát triển ấn tượng trong lĩnh vực phát triển con người bằng cách tập trung nâng cao trình độ học vấn, thực thi bình đẳng giới trong trường học và giảm phát triển dân số. Tính đến năm 2016, GDP của Bangladesh là 229.760 tỷ USD đứng thứ 46 thế giới, đứng thứ 17 châu Á và đứng thứ 3 Nam Á (sau Ấn Độ và Pakistan).
Đay là một trong những động cơ kinh tế của đất nước. Trong thời Chiến tranh thế giới thứ hai và cuối thập niên 1940 sản phẩm đay của Bangladesh chiếm 80% thị trường thế giới và thậm chí vào đầu thập niên 1970 vẫn chiếm 70% doanh thu xuất khẩu. Tuy nhiên, các sản phẩm polypropylen bắt đầu thay thế các sản phẩm đay trên khắp thế giới và ngành công nghiệp này bắt đầu giảm sút. Bangladesh cung cấp lượng sản phẩm gạo, chè và mù tạc đáng kế. Dù hai phần ba dân số Bangladesh là nông dân, hơn ba phần tư lượng xuất khẩu của họ có được từ công nghiệp dệt may, ngành này bắt đầu thu hút các nhà đầu tư nước ngoài trong thập niên 1980 nhờ giá nhân công rẻ và chi phí chuyển đổi thấp. Năm 2002, ngành công nghiệp này xuất khẩu lượng sản phẩm trị giá 5 tỷ USD. Hiện nay ngành này sử dụng hơn 3 triệu công nhân, 90% là phụ nữ. Một phần ngoại tệ khác thu được từ các khoản tiền gửi từ những người Bangladesh sống ở nước ngoài.
Các cản trở đối với sự phát triển bao gồm những cơn lũ và lốc xoáy thường xuyên, các doanh nghiệp nhà nước không hiệu quả, quản lý yếu kém cơ sở vật chất bến cảng, sự tăng trưởng nhanh lực lượng lao động vượt quá mức cung việc làm, sử dụng không hiệu quả các nguồn năng lượng (như khí tự nhiên), nguồn cung năng lượng không đủ, chậm áp dụng cải cách kinh tế, tranh giành chính trị và tham nhũng. Theo bản báo cáo ngắn về các quốc gia của Ngân hàng thế giới tháng 7 năm 2005: "Một trong những vật cản lớn nhất đối với sự tăng trưởng của Bangladesh là quản lý kém và sự yếu kém trong các định chế công cộng".
Từ năm 1990, theo Ngân hàng Thế giới nước này đã đạt được mức tăng trưởng bình quân hàng năm là 5%, dù có những chướng ngại đó. Tầng lớp trung lưu và công nghiệp tiêu dùng đã có bước phát triển đầu tiên. Tháng 12 năm 2005, bốn năm sau bản báo cáo của họ về những nền kinh tế đang nổi lên "BRIC" (Brasil, Nga, Ấn Độ, và Trung Quốc), Goldman Sachs đã coi Bangladesh là một trong "Mười một Quốc gia tiếp theo", cùng với Ai Cập, Indonesia và nhiều nước khác. Bangladesh đã đạt được mức tăng trưởng cao trong đầu tư trực tiếp nước ngoài. Một số tập đoàn đa quốc gia, gồm cả Unocal Corporation và Tata, đã đầu tư các khoản vốn lớn vào đây, lĩnh vực khí tự nhiên thu hút nhiều nhà đầu tư nhất. Tháng 12 năm 2005, Ngân hàng Trung ương Bangladesh đề ra kế hoạch tăng trưởng GDP ở mức khoảng 6,5%.
Một trong những yếu tố đóng góp nhiều vào sự tăng trưởng của nền kinh tế là sự truyền bá mở rộng chương trình tín dụng nhỏ của Muhammad Yunus thông qua Ngân hàng Grameen. Tới cuối thập niên 1990, Ngân hàng Grameen đã có 2,3 triệu thành viên cùng với 2,5 triệu thành viên của các tổ chức khác.
Để tăng cường phát triển kinh tế, chính phủ đã tạo ra nhiều khu chế xuất để thu hút đầu tư nước ngoài. Những khu công nghiệp này được điều hành bởi Cơ quan Khu chế xuất Bangladesh.

## Nhân khẩu
Tính đến  năm 2023, dân số của Bangladesh ước tính là 171,4 triệu người. Bangladesh là quốc gia đông dân thứ tám trên thế giới, quốc gia đông dân thứ năm ở châu Á và quốc gia có mật độ dân số cao nhất trên thế giới ở mức 1,265 người/km2 tính đến  năm 2020. Tổng tỷ suất sinh của Bangladesh đã giảm mạnh từ 5,5 con vào năm 1985 xuống 1,9 con vào năm 2022, dưới mức sinh thay thế 2,1 con. Tính đến  năm 2023, tỷ lệ đô thị hóa của Bangladesh là 40%. Tuổi thọ trung bình của Bangladesh là 28 tuổi. 26% dân số của Bangladesh trẻ hơn 14 tuổi và chỉ 6% dân số già hơn 65 tuổi tính đến  năm 2023.

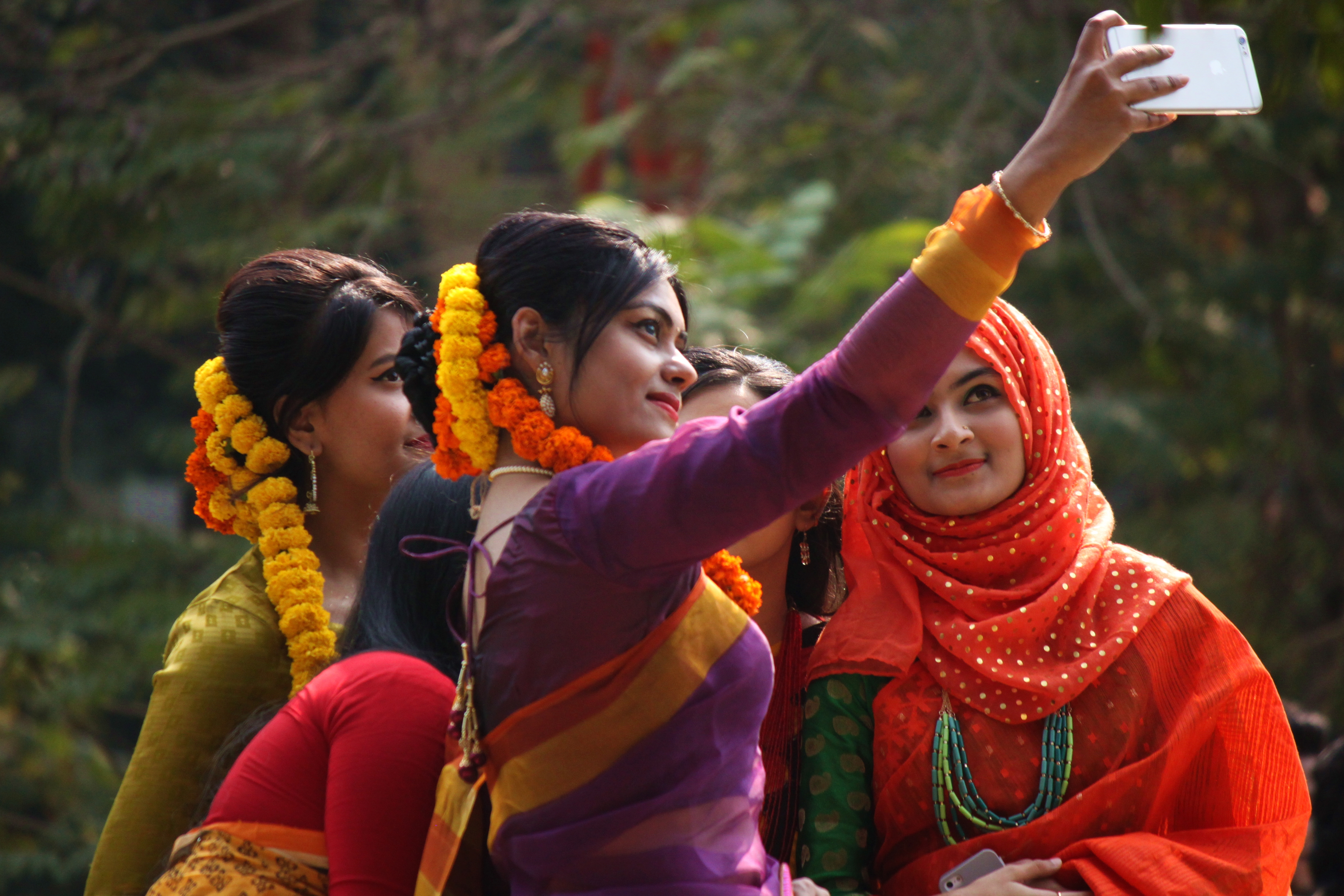
Các cô gái người Bengal thuộc tầng lớp thượng lưu.

Bangladesh là quốc gia đồng nhất về mặt sắc tộc, với người Bangladesh chiếm 98% dân số. Phần còn lại chủ yếu là những người di trú gốc Bihar và các nhóm sắc tộc bản địa. Có 13 nhóm sắc tộc phân bố trong vùng đồi Chittagong, đông dân nhất trong số này là người Chakma. Khu vực này là nguồn gốc của căng thẳng sắc tộc kể từ khởi đầu của nhà nước Bangladesh. Các nhóm bộ tộc lớn nhất ngoài vùng đồi núi là người Santal và Garos (Achiks). Buôn bán người đã trở thành một vấn đề kinh niên tại Bangladesh và việc nhập cư bất hợp pháp đang là nguyên nhân gây xích mích với Myanma và Ấn Độ.

### Tôn giáo
| Tôn giáo của Bangladesh (2022) | Tôn giáo của Bangladesh (2022) | Tôn giáo của Bangladesh (2022) | Tôn giáo của Bangladesh (2022) | Tôn giáo của Bangladesh (2022) |
| ------------------------------ | ------------------------------ | ------------------------------ | ------------------------------ | ------------------------------ |
| Tôn giáo                       | Tôn giáo                       |                                | Phần trăm                      | Phần trăm                      |
| Hồi giáo                       | Hồi giáo                       |                                | 91.04%                         | 91.04%                         |
| Ấn Độ giáo                     | Ấn Độ giáo                     |                                | 7.94%                          | 7.94%                          |
| Phật giáo                      | Phật giáo                      |                                | 0.60%                          | 0.60%                          |
| Kitô giáo                      | Kitô giáo                      |                                | 0.31%                          | 0.31%                          |
| Tôn giáo khác                  | Tôn giáo khác                  |                                | 0.11%                          | 0.11%                          |

Hồi giáo là quốc giáo của Bangladesh, nhưng Hiến pháp đảm bảo chủ nghĩa thế tục và quyền tự do tôn giáo.
Người Hồi giáo chiếm gần 90 % dân số. Hầu hết người Hồi giáo tại Bangladesh là người Hồi giáo Sunni, nhưng có một cộng đồng người Hồi giáo Shia nhỏ và cộng đồng nhỏ hơn là giáo phái Ahmadiyya. Hầu hết những người Shia sinh sống trong khu vực đô thị. Cộng đồng Hồi giáo trong khu vực Bengal phát triển độc lập so với các xu hướng Hồi giáo thống trị ở Ấn Độ. Bangladesh cũng là quốc gia Hồi giáo duy nhất cam kết bảo tồn các yếu tố văn hóa của Phật giáo và Ấn Độ giáo có từ thời tiền Hồi giáo.

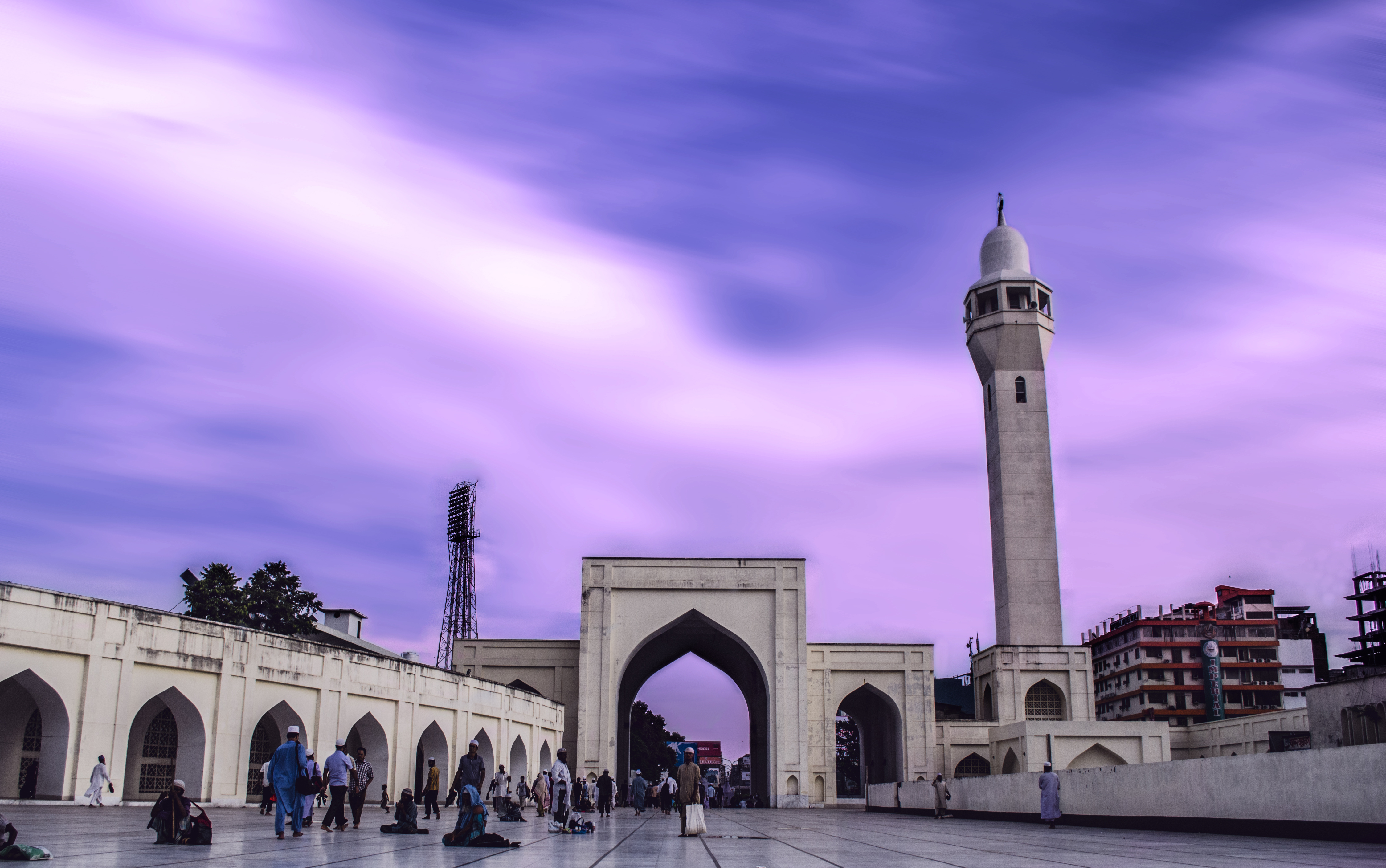
Nhà thờ Hồi giáo quốc gia Baitul Mukarram

Tuy là quốc gia Hồi giáo nhưng sau khi giành được độc lập từ Pakistan, chủ nghĩa thế tục đã được quy định trong bản Hiến pháp của Bangladesh vào năm 1972 và là một trong bốn nguyên tắc chính của nhà nước Bangladesh, 3 nguyên tắc khác là dân chủ, dân tộc và chủ nghĩa xã hội. Năm 2010, Tòa án Tối cao Bangladesh ban lệnh duy trì các nguyên tắc thế tục của hiến pháp năm 1972. Tách đạo Hồi ra khỏi hệ thống chính trị của quốc gia.
Ấn Độ giáo là tôn giáo lớn thứ hai ở Bangladesh, bao gồm khoảng 10 phần trăm dân số như điều tra dân số năm 2001. Về dân số, Bangladesh là nước có cộng đồng Ấn giáo lớn thứ ba trên thế giới, sau Ấn Độ và Nepal. Ấn giáo hiện nay có ảnh hưởng lớn đến chính trị ở Bangladesh, tôn giáo này có 4 đại diện trong quốc hội Bangladesh.
Có khoảng 1 triệu người Bangladesh theo Phật giáo Theravada, tức chiếm khoảng 0,7% dân số. Trong thời cổ đại, khu vực của Bangladesh ngày nay là một trung tâm Phật giáo lớn ở châu Á, bao gồm cả triết lý và kiến trúc. Kiến trúc Phật giáo ở Campuchia, Indonesia và Thái Lan, trong đó có đền Angkor Wat và Borobudur, được cho là đã được lấy cảm hứng từ các tu viện cổ xưa của Bangladesh như Somapura Mahavihara. Hầu hết những người theo Phật giáo ở Bangladesh sống ở khu vực miền Đông Nam nước này, đặc biệt là trong vùng đồi Chittagong, và huyện Comilla.
Kitô giáo đến Bangladesh trong thời gian cuối thế kỷ XVI đến đầu thế kỷ thứ XVII, thông qua các thương nhân Bồ Đào Nha và các nhà truyền giáo. Kitô giáo chiếm 0,3% dân số tức khoảng 600.000 người, trong đó cộng đồng Công giáo Rôma và Tin Lành là lớn nhất.

### Giáo dục
Hiến pháp quy định giáo dục là bắt buộc và miễn phí. Bộ Giáo dục thực hiện quản lý nhà nước về giáo dục. Bộ Giáo dục tiểu học và đại chúng có nhiệm vụ thi hành chính sách giáo dục tiểu học và giáo dục công lập tại cấp địa phương. Giáo dục tiểu học và trung học là miễn phí và bắt buộc tại trường công lập. Tỷ lệ biết chữ của Bangladesh là 76% vào năm 2021: 79% đối với nam và 71,9% đối với nữ. Chính phủ quản lý nhiều trường tiểu học, trung học, đại học công lập và tài trợ nhiều trường tư thục, nhưng tổng số chi tiêu chính phủ về giáo dục vẫn ở mức thấp nhất trên thế giới, đạt chỉ 1,8% GDP.

### Ngôn ngữ
Ngôn ngữ chính, tại Tây Bengal, là tiếng Bengal, một ngôn ngữ Ấn-Arya có nguồn gốc tiếng Phạn và có bảng ký tự riêng. Bangla là ngôn ngữ chính thức của Bangladesh. Tiếng Anh được sử dụng như ngôn ngữ thứ hai trong tầng lớp trung và thượng lưu và trong giáo dục cao học. Từ Nghị định Tổng thống năm 1987, Bangla được dùng trong mọi văn bản nhà nước trừ đối ngoại.

### Y tế
Mức độ tiếp cận dịch vụ y tế và giáo dục gần đây đã được cải thiện khi mức nghèo khổ giảm bớt. Tuy nhiên, Bangladesh vẫn là một trong những nước nghèo trên thế giới . Đa số dân Bangladesh làm nông nghiệp, sống nhờ đồng ruộng. Gần một nửa số dân sống với chưa tới 1 USD mỗi ngày. Có rất nhiều vấn đề sức khoẻ, từ ô nhiễm nước mặt tới nước ngầm nhiễm asen, và bệnh tật như sốt rét, trùng xoắn móc câu và sốt Dengue. Tỷ lệ biết chữ tại Bangladesh là khoảng 41%. Theo ước tính năm 2004 của Quỹ Nhi đồng Liên Hợp Quốc, có sự chênh lệch về mức độ biết đọc viết giữa hai giới, tỷ lệ này ở nam giới là 50% trong khi ở phụ nữ chỉ là 31%. Tỷ lệ biết chữ đã tăng lên nhờ nhiều chương trình hành động quốc gia. Một trong những chương trình thành công nhất là Lương thực cho Giáo dục (FFE) được đưa ra năm 1993
, và một chương trình trả lương cho phụ nữ theo học mức tiểu học và trung học.

## Văn hoá

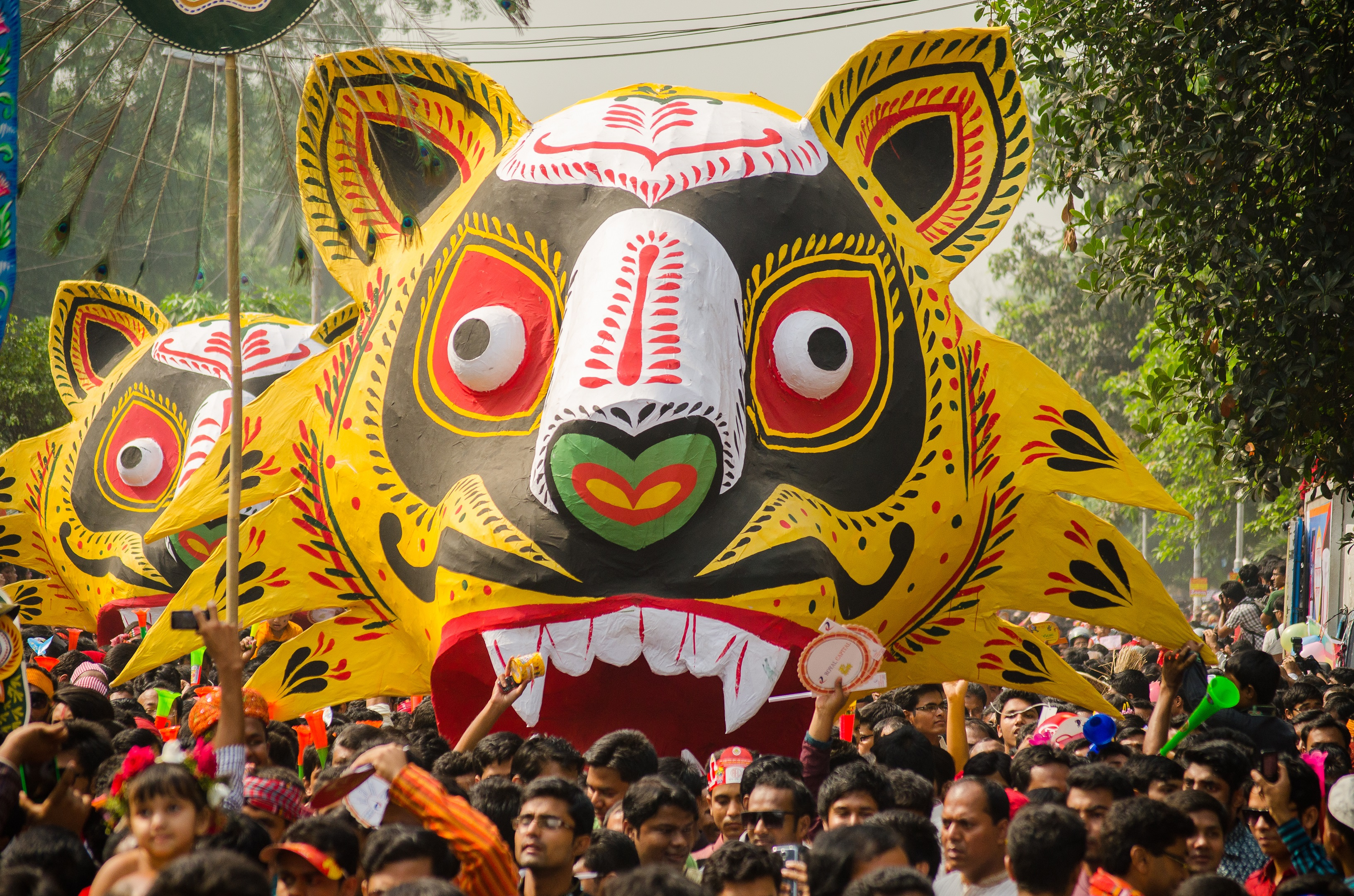
Pahela Baishakh, lễ hội mừng năm mới của Bangladesh.

Là một quốc gia mới nhưng bắt nguồn từ một dân tộc có lịch sử dài lâu, Bangladesh có một nền văn hóa bao gồm nhiều yếu tố cả mới và cũ. Ngôn ngữ Bangla có một di sản văn học rất phong phú, đây là di sản chung của Bangladesh với bang Tây Bengal Ấn Độ. Văn bản tiếng Bangla đầu tiên xuất hiện từ thế kỷ thứ tám Charyapada. Văn học Bangla thời trung cổ thường mang tính tôn giáo (như Chandidas), hay phòng theo từ các ngôn ngữ khác (như Alaol). Văn học Bangla phát triển ở mức độ cao nhất vào thế kỷ mười chín. Các biểu tượng lớn nhất của nó là nhà thơ Rabindranath Tagore và Kazi Nazrul Islam. Bangladesh cũng có truyền thống văn học dân gian dài lâu, thể hiện qua Maimansingha Gitika, Thakurmar Jhuli hay các câu chuyện về Gopal Bhar.
Âm nhạc truyền thống Bangladesh có căn bản trữ tình (Baniprodhan), với số lượng nhạc cụ sử dụng tối thiểu. Truyền thống Baul là duy sản duy nhất của âm nhạc dân gian Bangla và có nhiều truyền thống âm nhạc khác tại Bangladesh, khác biệt tùy theo vùng. Gombhira, Bhatiali, Bhawaiya đều là các hình thức âm nhạc ít được biết tới hơn. Âm nhạc dân gian Bengal thường có sử dụng ektara, một nhạc cụ một dây. Các nhạc cụ khác gồm dotara, dhol, sáo và trống cặp nhỏ. Bangladesh cũng có một di sản Âm nhạc cổ điển Bắc Ấn nổi bật. Tương tự, các hình thức nhảy múa Bangladesh cũng bắt nguồn từ các truyền thống dân gian, đặc biệt là các truyền thống của các nhóm bộ tộc, cũng như ở tầm rộng hơn là truyền thống nhảy múa Ấn Độ. Bangladesh sản xuất khoảng 80 bộ phim mỗi năm. Các bộ phim phim Hindi cũng khá phổ biến, cũng như các bộ phim từ Kolkata, vốn đều thuộc nền công nghiệp phim ảnh Bengal đang phát triển thịnh vượng. Khoảng 200 tờ báo hàng ngày xuất bản tại Bangladesh, cùng với hơn 1.800 tờ báo định kỳ. Tuy nhiên, tỷ lệ độc giả thường xuyên khá thấp, khoảng 15% dân số. Người Bangladesh có thể theo dõi nhiều chương trình phát thanh trong nước và nước ngoài từ Bangladesh Betar, cũng như các chương trình tiếng Bangla của BBC và Tiếng nói Hoa Kỳ. Kênh truyền hình trước kia thuộc sở hữu nhà nước đã được tư nhân hóa trong những năm gần đây và đã có một số bước phát triển nhảy vọt.
Truyền thống ẩm thực Bangladesh có quan hệ chặt chẽ với ẩm thực Ấn Độ và ẩm thực Trung Đông cũng như có nhiều nét riêng biệt. Gạo và cá là các món ăn được ưa thích truyền thống; dẫn tới một câu nói rằng "cá và gạo tạo nên người Bengal" (machhe bhate bangali). Tiêu thụ thịt đã tăng lên trong những năm gần đây. Người Bangladesh chế tạo ra những sản phẩm bánh kẹo rất đặc trưng từ sữa; một số loại thường gặp là Rôshogolla, Chômchôm và Kalojam.
Sari (shaŗi) là loại trang phục phổ biến nhất của phụ nữ Bangladesh. Tuy nhiên, salwar kameez (shaloar kamiz) cũng khá phổ thông, và tại những vùng thành thị một số phụ nữ mặc trang phục phương Tây. Đối với nam giới, trang phục phương Tây đã được chấp nhận rộng rãi. Nam giới cũng mặc theo kiểu kết hợp kurta-paejama, thường là vào các dịp lễ tôn giáo. Lungi, một kiểu váy dài, cũng được nhiều nam giới Bangladesh sử dụng.
Hai Eid, Eid ul-Fitr và Eid ul-Adha, là các lễ hội lớn nhất theo lịch Hồi giáo. Ngày hôm trước Eid ul-Fitr được gọi là Chãd Rat (đêm của Mặt trăng), và thường được chào mừng bằng những tràng pháo. Các ngày lễ Hồi giáo khác cũng được kỷ niệm. Các ngày lễ Hindu giáo là Durga Puja và Saraswati Puja. Buddha Purnima, chào mừng ngày sinh của Gautama Buddha, là một trong những ngày lễ quan trọng nhất của Phật giáo trong khi Giáng sinh, được gọi là Bôŗodin (ngày Vĩ đại) trong tiếng Bangla được cộng đồng thiểu số Thiên chúa giáo đón mừng. Ngày lễ không tôn giáo quan trọng nhất là Nôbobôrsho hay năm mới của Bengal, ngày khởi đầu của lịch Bengal. Các lễ hội khác gồm Nobanno, Poush parbon (ngày lễ của Poush) ngày lễ kỷ niệm Shohid Dibosh.
Cricket là một trong những môn thể thao nổi tiếng nhất Bangladesh. Năm 2000, Đội tuyển cricket Bangladesh được trao mức Test cricket và gia nhập vào liên đoàn các đội tuyển quốc gia hùng mạnh trong môn thể thao này được Hội đồng Cricket Quốc tế cho phép chơi các trận đấu thử nghiệm. Các môn thể thao khác gồm bóng đá, hockey trên cỏ, tennis, bóng ném, bóng rổ, cờ và kabadi, một môn thể thao chơi theo đội 7 người, không có bóng cũng như bất kỳ một dụng cụ nào và là môn thể thao quốc gia của Bangladesh. Ủy ban Kiểm tra Thể thao Bangladesh quản lý 29 liên đoàn thể thao khác nhau.